# كوينتين إلياس
كوينتين إلياس (بالأحرف اللاتينية Quentin Elias) المولود في فرنسا في 10 مايو / أيار 1974 والمتوفي في 25 فبراير / شباط 2014 كان مغنيا، وممثلا، وعارض فرنسي من أصل جزائري. تربّى في مرسيليا في فرنسا، وانضم إلى الفرقة الشبابية الفرنسية ألياج (بالفرنسية Alliage) وكان مغنيا رئيسيا في الفرقة. اصدر مع الفرقة ألبومين وعددا من اسطوانات السينغلز الناجحة أهمها «بايلا».
بعد انفراط عقد الفريق، انتقل كوينتين الياس إلى الولايات المتحدة حيث أكمل حياته الفنية كمغني منفرد، كممثل في الأفلام وعلى شاشة التلفزيون وعلى خشبة المسرح، وعمل كعارض، وفي الدعايات. لديه عدد كبير من الألبومات الفردية، والإسطوانات السينغل. رجع إلى فرنسا لخوض سلسلة من الحفلات، كما ظهر في العديد من المسلسلات التلفزيونية وتلفزيون الواقع.
توفي من أزمة صدرية كبيرة في منزله في نيويورك، في الولايات المتحدة.

## الألبومات
مع ألياج
- 1997: Alliage, l'album
- 1998: Musics

بالانفراد
- 2006: ?What If I
- 2010: Love Confusion - The Singles
- 2010: Quentin Elias Remixed

## الأغاني
مع ألياج
- 1996: "Baïla"
- 1997: "Lucy"
- 1997: "Le temps qui court"
- 1997: "Te garder près de moi"
- 1998: "Je sais"
- 1998: "Cruel Summer"
- 1998: "Je l'aime à mourir"
- 1999: "My Heart Goes Boom"
- 2000: "Ce soir"

بالانفراد
- 1999: "Laisse aller la musique"
- 2002: "Always The Last To Say Goodbye" (Maxi Single)
- 2006: "Serve It Up" (Maxi Single)
- 2008: "Always The Last To Say Goodbye 2008" (Flash's Love Confusion Mix)
- 2008: "Fever (DJ Version)"
- 2009: "Shattered Dreams"
- 2009: "Take Off"
- 2009: "Casanova"
- 2009: "For You"
- 2010: "I Want Your Love" (Flash's Love Confusion Remix Edit)
- 2010: "So Far"
- 2011: "Cruel Summer" (Flash Sanchez For The Boyz Drum and Synth Remix
- 2011: "Cruel Summer" (Alternate Dalyx Club Remix
- 2011: "Rolling in the Deep"
- 2013: "Diamonds (Extended Radio Version)"
- 2013: "Je sais"
- 2013: "Lucy"
- 2013: "Why Did You Leave Me Now"

## الأفلام
- 2009-2010: Sex Chronicles
- 2010: The Adonis Factor
- 2010: The Brides of Sodom
- 2011: He Who Finds a Wife 2: Thou Shall Not Covet
- 2011: College Debts
- 2011: Madoff: Made Off with America
- 2012: Azienda
- 2013: The Brides of Sodom

## الأفلام الوثائقية
- 2008: Boy bands: L'argent, la gloire, puis la chute" / Incroyables destins"
- 2009: Je realise mon rêve
- 2010: The Adonis Factor

## تلفزيون الواقع
- 2007: My Super Sweet 16 / The Things We Do for Love
- 2009: Tellement Vrai
- 2012: L'Île des vérités
- 2014: Giuseppe Ristorante, une histoire de famille

## المسرح
- 2010: The Boulevard

## روابط خارجية
- كوينتين إلياس على موقع IMDb (الإنجليزية)
- كوينتين إلياس على موقع ميوزك برينز (الإنجليزية)
- كوينتين إلياس على موقع ديسكوغز (الإنجليزية)
- كوينتين إلياس على موقع قاعدة بيانات الفيلم (الإنجليزية)
- كوينتين إلياس على موقع كينوبويسك (الروسية)